# Montresta
Montresta település Olaszországban, Szardínia régióban, Oristano megyében. Lakosainak száma 438 fő (2023. január 1.). Montresta Bosa és Villanova Monteleone községekkel határos.

## Népesség
A település lakossága az elmúlt években az alábbi módon változott:
| Lakosok száma | 483  | 470  | 438  |
|               | 2017 | 2018 | 2023 |